# Liga Leumit 2019-2020 (pallacanestro)
La Liga Leumit 2019-2020 è stata la 64ª edizione della seconda divisione israeliana di pallacanestro maschile. La 20ª edizione con il nome di Liga Leumit.
La stagione è stata interrotta prematuramente per pandemia di COVID-19 e per questo sono stati annullati sia i play-off promozione che i play-out, evitando così retrocessioni in Liga Artzit. In questo modo le prime due classificate sono state promosse in Ligat ha'Al.

## Classifica finale
| #  | Teams                  | P  | V  | P  | PF   | PS   | Pt | Qualificate |
| -- | ---------------------- | -- | -- | -- | ---- | ---- | -- | ----------- |
| 1  | Bnei Herzliya          | 22 | 15 | 7  | 1928 | 1779 | 48 | Playoff     |
| 2  | Hapoel Haifa           | 22 | 15 | 7  | 1940 | 1870 | 43 | Playoff     |
| 3  | Elitzur Yavne          | 22 | 14 | 8  | 1867 | 1825 | 43 | Playoff     |
| 4  | Hapoel Afula           | 22 | 14 | 8  | 1849 | 1771 | 42 | Playoff     |
| 5  | Elitzur Kiryat Ata     | 22 | 12 | 10 | 1842 | 1853 | 41 | Playoff     |
| 6  | M.H. HaSharon          | 22 | 12 | 10 | 1922 | 1898 | 40 | Playoff     |
| 7  | Hapoel Galil Elyon     | 22 | 11 | 11 | 1818 | 1789 | 39 | Playoff     |
| 8  | Elitzur Ironi Natanya  | 22 | 11 | 11 | 1753 | 1715 | 38 | Playoff     |
| 9  | Maccabi Ra'anana       | 22 | 10 | 12 | 1763 | 1807 | 38 | Playout     |
| 10 | H. Ramat Gan Givatayim | 22 | 9  | 13 | 1843 | 1936 | 37 | Playout     |
| 11 | Maccabi K. Motzkin     | 22 | 9  | 13 | 1806 | 1773 | 36 | Playout     |
| 12 | Elitzur Eito Ashqelon  | 22 | 8  | 14 | 1865 | 1921 | 36 | Playout     |
| 13 | Hapoel Hevel Modi'in   | 22 | 8  | 14 | 1867 | 1980 | 35 | Playout     |
| 14 | Ramat HaSharon         | 22 | 6  | 16 | 1806 | 1952 | 30 | Playout     |